# Myrrha (zoologia)
Myrrha  Mulsant, 1846, è un genere di coleotteri della famiglia dei coccinellidi. 

## Specie
Il genere include le seguenti specie:
- Myrrha octodecimguttata (Linnaeus, 1758); diffusa in Europa
- Myrrha thuriferae (Sicard, 1923)